# Philip Cosgrave
Philip Cosgrave († 23. Oktober 1923) war ein irischer Politiker und Abgeordneter im Dáil Éireann, dem Unterhaus des irischen Parlaments.
Cosgrave wurde 1921 im Wahlkreis Dublin North-West für die Sinn Féin in den 2. Dáil Éireann gewählt. Bei den Wahlen 1922 zum 3. Dáil Éireann konnte er sein Mandat verteidigen. Als Abgeordneter zählte Cosgrave zu den Befürwortern des Anglo-Irischen Vertrages. Dementsprechend kandidierte er 1923 im Wahlkreis Dublin South für die Cumann na nGaedheal. Sein Tod nur acht Wochen, nachdem er diese Wahl gewonnen hatte, führte dazu, dass am 12. März 1924 eine Nachwahl zur Neubesetzung seines Sitzes im 4. Dáil Éireann abgehalten werden musste. James O’Mara rückte für ihn ins Unterhaus nach.
Philip Cosgrave war der ältere Bruder des irischen Politikers William Thomas Cosgrave.